# Saint-Ulric
Saint-Ulric är en kommun i provinsen Québec i Kanada. Den ligger i regionen Bas-Saint-Laurent, i den östra delen av landet, 700 km nordost om huvudstaden Ottawa. Kommunen bildades i januari 2000 genom sammanslagning av bykommunen med samma namn och socknen Saint-Ulric-de-Matane, till november samma år under namnet Rivière-Blanche.